# Kapacitansdiod

Schemasymbol för kapacitansdiod

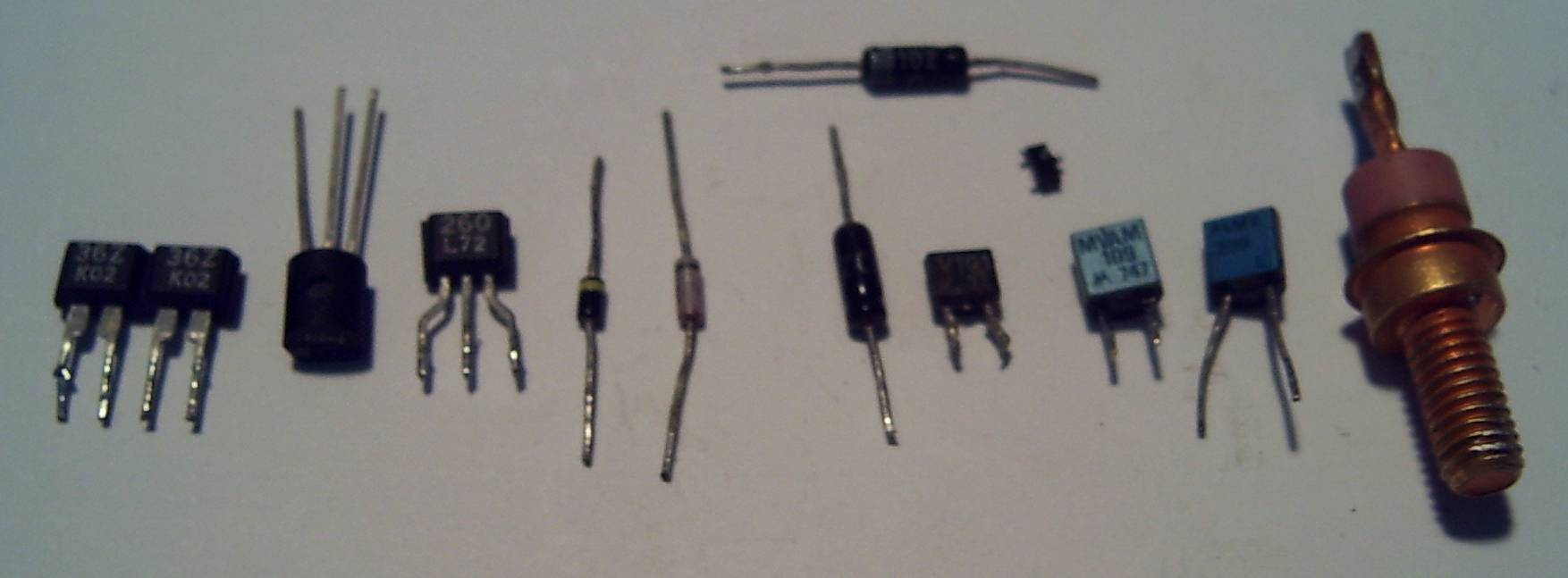
Ett urval kapacitansdioder

Kapacitansdiod (kallas också variocaps) används som spänningskontrollerande kondensatorer. De är betydelsefulla i PLL (Phase Locked Loop)- och i FLL (Frequency Locked Loop)-kretsar där de tillåter, såsom i tv-apparater, att snabbt låsa vid önskad frekvens och därmed är en förbättring av gammal apparatur som tog god tid på sig att värmas upp. En PLL är snabbare än en FLL. De underlättar också möjligheten att ställa in frekvens i gamla radioapparater.